# 젤다의 전설 트라이포스 삼총사
《젤다의 전설 트라이포스 삼총사》는 닌텐도 기획제작본부와 그레조가 개발하고 닌텐도가 배급한 액션 어드벤처 게임이다. 닌텐도 3DS로 출시된 《젤다의 전설》 시리즈 게임 중 《젤다의 전설 신들의 트라이포스 2》에 이어 두 번째로 원작에 기반하지 않은 오리지널 작품이다.
《젤다의 전설 신들의 트라이포스 & 4개의 검》과 《젤다의 전설 4개의 검+》처럼 다인용 플레이에 중점을 뒀다. 2015년 10월 22일 일본서 처음 출시됐다.

## 반응
리뷰 애그리게이터 웹사이트 메타크리틱에 따르면 《트라이포스 삼총사》는 대체적으로 복합적인 평가를 받았다.

## 참조

### 내용주
1. ↑  일본어: ゼルダの伝説 トライフォース3銃士, 영어: The Legend of Zelda: Tri Force Heroes